# 帕蒂
帕蒂（義大利語：Patti），是意大利西西里大区墨西拿廣域市的一个市镇。总面积50.18平方公里，人口13456人，人口密度268.2人/平方公里（2009年）。ISTAT代码为083066。